# Tobias Schenke
Tobias Schenke (Rüdersdorf bei Berlin, 27 marzo 1981) è un attore tedesco.

## Biografia
È diventato famoso per il suo ruolo di Florian in Porky College: un duro per amico e il prequel Porky College 2: sempre più duro. Nel 2003 ha avuto una breve incursione nella musica pop insieme con il cantante Adel Tawil.

## Filmografia parziale

### Cinema
- Schlaraffenland, regia di Friedemann Fromm (1999)

### Televisione
- Squadra Speciale Cobra 11 (Alarm für Cobra 11 - Die Autobahnpolizei) - serie TV, episodio 7x11 (2003)